# Christiaan Zwanikken
Christiaan Zwanikken (Bussum, 2 september 1967) is een Nederlandse beeldend kunstenaar die kinetische kunst maakt. 

## Leven en werk
Zwanikken studeerde van 1988 tot 1992 aan de Rietveld Academie en van 1993 tot 1994 aan de Rijksakademie van beeldende kunsten in Amsterdam. Hij maakt complexe bewegende sculpturen en installaties, die eruitzien als een mens, dier of plant. Zijn objecten worden onder meer aangestuurd met behulp van kleine elektromotoren en computertechnologie. 
Sinds 1990 wordt zijn werk tentoongesteld in binnen- en buitenland, onder meer in Frankrijk, Duitsland, Mexico, Japan en Tsjechië. Het Stedelijk Museum in Amsterdam, Museum Het Valkhof in Nijmegen, Rijksmuseum Twenthe in Enschede, Museum Tinguely in Bazel, Kunsthaus Graz en Robodock hebben werken van Zwanikken getoond of in hun collectie. Werken van Zwanikken vormde het decor van de Nationale Wetenschapsquiz van de VPRO. Voor het Nederlands Instituut voor de Mediakunst verzorgt Zwanikken workshops. Hij werkt afwisselend in Amsterdam en in Portugal.